# Prométium(III)-oxid
A prométium(III)-oxid egy kémiai vegyület, képlete Pm2O3. A prométium legközönségesebb formája.

## Kristályszerkezete
A prométium-oxid három fő kristályosodási formában jelenik meg:
| Forma    | Tércsoport | a,b,c (nm)             | β(deg) | Z  | Sűrűség (g/cm³) |
| -------- | ---------- | ---------------------- | ------ | -- | --------------- |
| Köbös    | Ia3        | 1,099                  |        | 16 | 6,85            |
| Monoklin | C2/m       | 1,422; 0,365; 0,891    | 100,1  | 6  | 7,48            |
| Hexaéder | P3m1       | 0,3802; 0,3802; 0,5954 |        | 1  | 7,62            |

*a, b és c a rácsparamétereket jelöli, Z a molekulák száma elemi cellánként, a sűrűség pedig röntgen-sugarakkal lett megmérve.
A alacsony hőmérsékletű köbös alak 700-800 °C-ra hevítés után monoklinná alakul. Ez az átalakulás csak a vegyület megolvasztásával fordítható meg. A monoklin kristályok kb. 1740 °C-on alakulnak vissza köbössé.

## Fordítás
Ez a szócikk részben vagy egészben  a   Promethium(III) oxide című angol Wikipédia-szócikk ezen változatának fordításán alapul.  Az eredeti cikk szerkesztőit annak laptörténete sorolja fel. Ez a jelzés csupán a megfogalmazás eredetét és a szerzői jogokat jelzi, nem szolgál a cikkben szereplő információk forrásmegjelöléseként.